# Kortesaari (ö i Norra Savolax, Nordöstra Savolax, lat 63,21, long 28,37)
Kortesaari är en ö i Finland. Den ligger i sjön Ala-Siikajärvi och i kommunen Kuopio (tidigare Juankoski) i den ekonomiska regionen  Nordöstra Savolax ekonomiska region  och landskapet Norra Savolax, i den centrala delen av landet, 400 km nordost om huvudstaden Helsingfors. Öns area är 1,7 hektar och dess största längd är 290 meter i nord-sydlig riktning.